# Запашка (Кировоградская область)
Запашка (укр. Запашка) — село в Смолинской поселковой общине Новоукраинского района Кировоградской области Украины.
До 2020 года входило в Маловисковский район
Население по переписи 2001 года составляло 49 человек. Почтовый индекс — 26225. Телефонный код — 5258. Код КОАТУУ — 3523186802.